# Cătină albă
Cătina albă, cunoscută în unele părți și sub numele de cătină de râu sau simplu cătină (nume științific Hippophaë rhamnoides L.), este un arbust foarte ramificat și spinos care crește în România începând din nisipurile și pietrișurile litorale până în regiunile muntoase, alcătuind uneori crânguri și tufișuri destul de întinse.
Cătina albă se utilizează deopotrivă în industria alimentară, în silvicultură, în farmacie dar și ca plantă ornamentală. Fructul de cătină conține de două ori mai multă vitamina C decât măceșul și de 10 ori mai mult decât citricele. În fructele coapte conținutul depășește 400–800 mg la 100 g suc proaspăt. Alte vitamine prezente în fruct sunt A, B1, B2, B6, B9, E, K, P, F. Mai regăsim celuloză, betacaroten (într-un procent net superior celui din pulpă de morcov), microelemente ca fosfor, calciu, magneziu, potasiu, fier și sodiu, uleiuri complexe, etc.

## Descrierea speciei
Frunzele sunt întregi, liniar-lanceolate, de culoare verde-cenușie pe fața superioară și albicios-argintie pe cea inferioară. Florile, dioice, sunt mici și apar înaintea frunzelor; cele mascule, sesile, au 2 sepale și 4 stamine, iar cele femele sunt scurt pediculate și au 2 sepale. Fructele sunt ovoide sau globuloase, lungi de 5–10 mm și late de 4–8 mm, de culoare verde la început și galben-portocalie la completa lor maturitate.
Planta crește până la 2–5 m, are scoarța brun-închis care se transformă în ritidon brăzdat. Face lujeri anuali solzoși, cenușu-argentii, ramuri laterale cu spini numeroși și puternici, cu muguri mici, păroși, cu gust amărui. Frunzele sunt lanceolate, de până la 6 cm lungime, cu nervură mediană evidentă. Face flori unisexuat-dioice, galben-ruginii, cele masculine grupate în fluorescențe globulare, iar cele feminine în raceme. Face fructe "false", drupe de 6–8 mm, ovoide, cărnoase, portocalii cu un sâmbure foarte tare. Fructele pot rămâne peste iarnă pe ramuri. Arbustul fructifică 20-25 ani și lăstărește în fiecare an foarte puternic.
Fructul conține:
- substanță uscată (15-20%)
- zaharuri (0,05-0,5%)
- acizi organici (1,5-4%)
- pectine (0,14-0,5)
- polifenoli și tananți, flavonoide (1,8%)
- celuloză (0,9%)
- proteine (1,2%)
- ulei deosebit de complex (8-12%)
- β-caroten (3,5-10%)
- microelemente (dintre care amintim fosforul 194,4 mg% , calciu 211,8 mg%, magneziu 186,1 mg %, potasiu 165,1%, sodiu 2,8 mg%, fier 13,84 mg%)
- vitamine liposolubile ( vitamina A <380 mg% , vitamina E 16 mg%, vitamina K, vitamina D 20 mg%)
- vitamine hidrosolubile ( vitamina C, vitamina P, vitamina F 8 mg% , vitamina B1-B9 cantitatea lor variază între 360–2500 mg/100g fruct)
- 18 amino acizi esențiali
- acizi grași esențiali (80-90%)

Dintre acizii esențiali amintim: acidul oleic (1%), acid linoilei (3%), acid pantotenic (1,5%), acid palmitoleic (1%), acid heptadecanoic (1%), acid erucic (1%), acid succinic, acid malic, acid maleiuc, acid ascorbic,α și β cateron, licopen , criptoxantină, zeaxantină, taraxantină, fitofluină, kantofilă, tocoferoli, fitosteroli, ect.
Semințele mai conțin acizi grași nesaturați ( cu legături duble sau triple) cum ar fi: acidul linoleic și linolenic.
Frunzele și scoarța arbustului are conținut mai mare de sitosferol și tocoferol.
După cum bine se știe vitaminele liposolubile sunt instabile în mediu acid, iar vitaminele hidrosolubile sunt instabile în mediu alcalin. Păstrarea acestor vitamine se explică prin existența unor membrane unidirecționale. De aceea majoritarea preparatelor nu au același conținut ridicat în vitamine ca fructul în sine.

## Întrebuințări
Se întrebuințează numai fructele mature (Fructus Hippophaë) atât în stare proaspătă, cât și uscată; se recoltează imediat după coacerea lor și până la lăsarea primului ger; în stare crudă au gust acru-astringent.
Principii active : vitaminele B1, B2, C, PP, carotenoide, acid folic.
Acțiune farmacologică : tonifiant general, datorită complexului vitaminic pe care-l conține.
Fructele de cătină sunt utilizate atât în scopuri terapeutice în hipo- și avitaminoze, în anemie și convalescență, cât și în scopuri alimentare sub formă de sucuri, siropuri, marmeladă etc. Se poate utiliza și infuzia 2-3%, folosind 2-3 ceaiuri pe zi.
Datorită compoziției și prezenței vitaminelor, fructele de cătină se utilizează în prevenirea răcelilor. Infuzia de cătină este recunoscută în principal pentru efectul său asupra bolilor de ficat și lipsei de vitamine în organism. Dacă în infuzia de cătină se adaugă și câteva fructe de măceș va rezulta un ceai vitaminizant.
Vinul de cătina poate fi considerat un remediu natural, deoarece ajută organismul vitaminizându-l, având în același timp și o acțiune tonică.

## Galerie foto

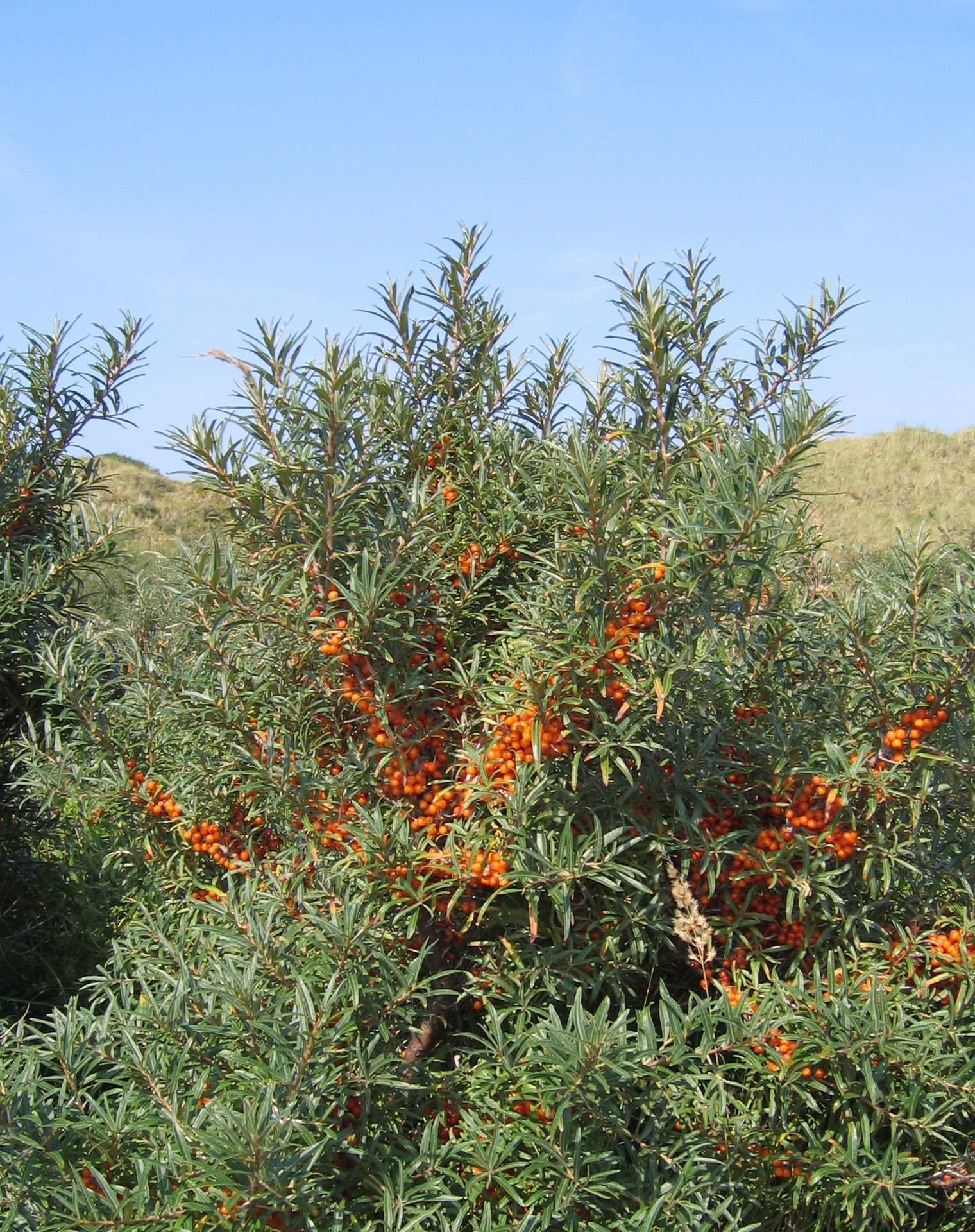
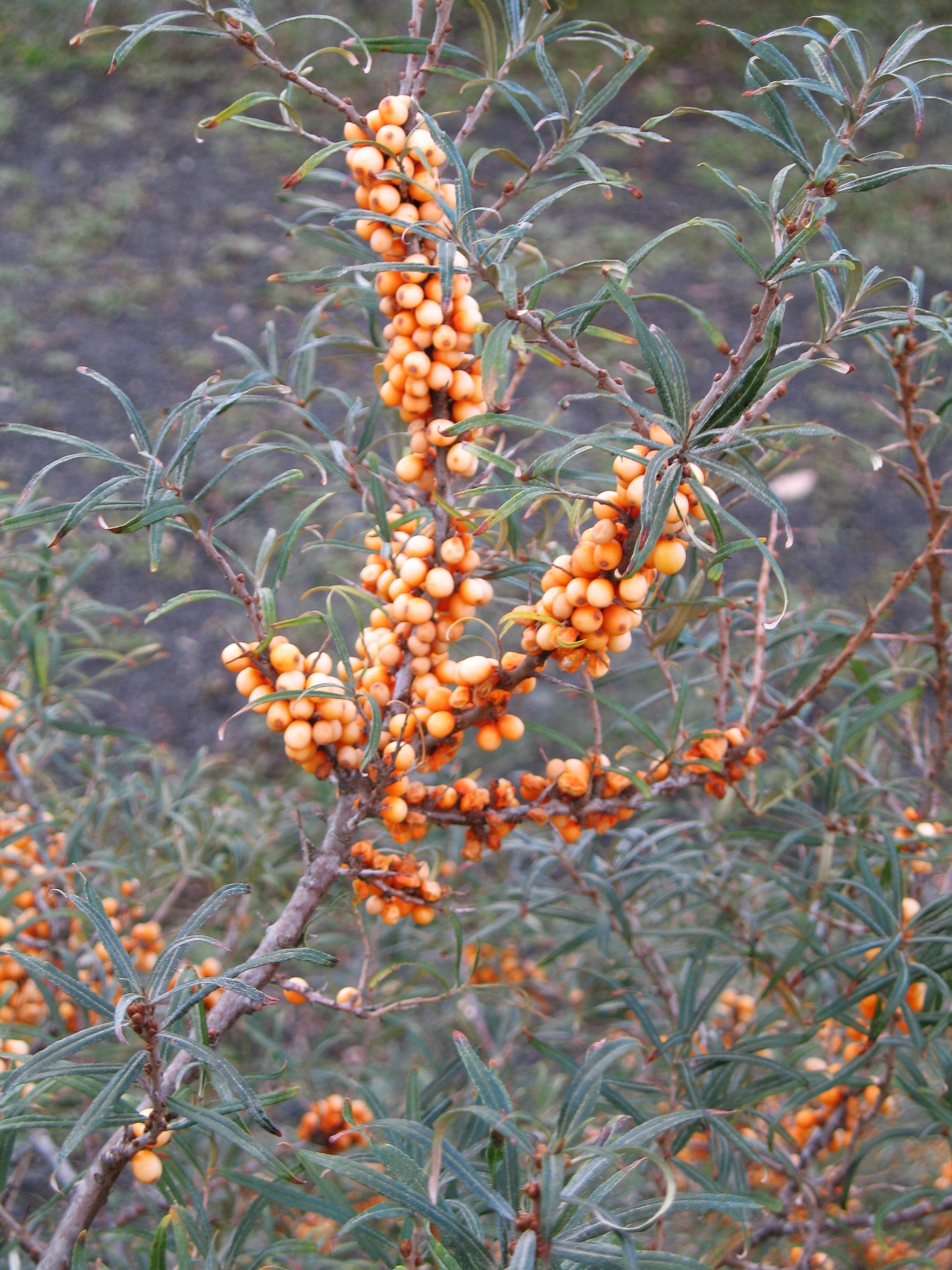
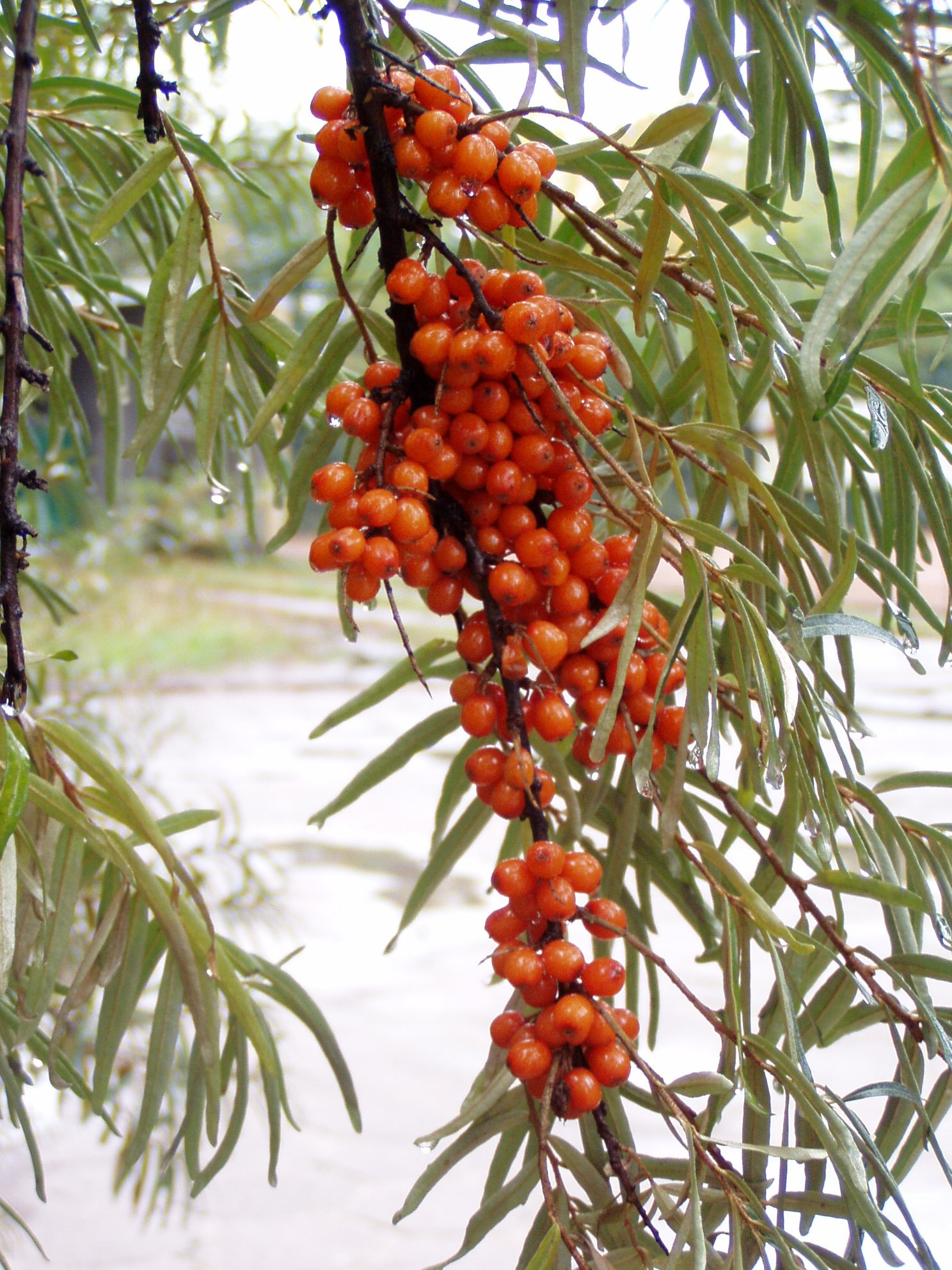
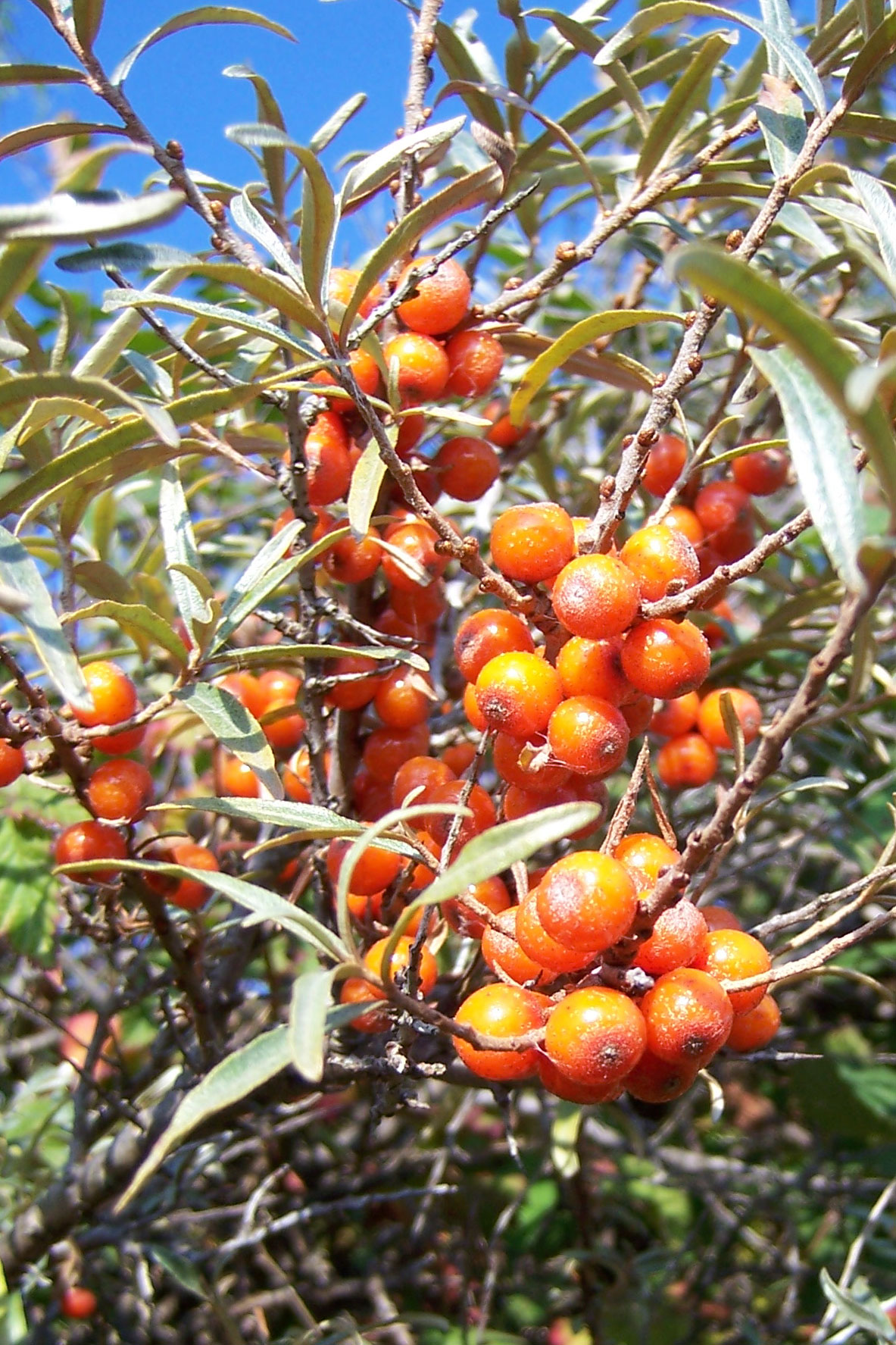